# Julodis escalerae
Julodis escalerae es una especie de escarabajo del género Julodis, familia Buprestidae. Fue descrita científicamente por Abeille de Perrin en 1904.